# スリープ・ウィズ・ミー
『スリープ・ウィズ・ミー』（英: Sleep With Me）は1994年制作のアメリカ映画。メグ・ティリー、エリック・ストルツ、そしてクレイグ・シェイファー出演。クエンティン・タランティーノも特別出演している。

## キャスト
- メグ・ティリー
- エリック・ストルツ
- クレイグ・シェイファー
- トッド・フィールド
- パーカー・ポージー
- ジョーイ・ローレン・アダムス

## エピソード
- タランティーノは本作品の中で映画『トップガン』の同性愛的な深い意味合いについての自分の説を披露している。